# 陈天福
陈天福，臺南市官田區人，中華民國共產黨與台灣民主共產黨创办人，是前中華民國總統陈水扁之堂弟。

## 事蹟
在1996年馬來西亞成功集團臺灣分公司樂利資訊競標高雄市公益彩券經營權偽造文書案中，陳天福曾牽涉司法案件。
2000年，無黨籍立法委員林瑞圖指控，陳水扁在台北市市長任內唆使堂兄弟陳天福與陳進財，代表陳水扁與成功集團總裁陳國平接洽台北市公益彩券經營權。官司過程，陳水扁否認陳天福與陳進財的供詞，法院認定陳天福與陳進財出示的陳水扁親筆委託書係偽造。
2004年，陳天福在網路上拍賣自稱擁有四分之一產權的陳家祖厝。
2005年5月3日，台北地方法院判決陳天福有期徒刑六個月，得易科罰金；同月，陳天福在華文網出版著書《阿福真言》。陳天福在《阿福真言》中說，2004年陳水扁曾经在民主进步党立法委員候选人造势晚会上说，美国要他在2005年跟中国谈判，他回答说他一定会做到的，这句话使人听起来好像“台湾只是美国的一个州而已，归美国管，而不是一个拥有主权的地方”。
2009年9月25日，陳天福被中華民國共產黨開除黨籍，另外成立台灣民主共產黨。